# Roxasella laetisigna
Roxasella laetisigna är en insektsart som beskrevs av Walker 1857. Roxasella laetisigna ingår i släktet Roxasella och familjen dvärgstritar. Inga underarter finns listade i Catalogue of Life.